# ND Slovan
ND Slovan is een Sloveense voetbalclub uit de hoofdstad Ljubljana.

## Geschiedenis
De club werd opgericht in 1913, toen Ljubljana nog de hoofdstad van het hertogdom Krain was, een kroonland van Oostenrijk-Hongarije, enkel Ilirija is nog ouder dan Slovan. In 1965 en 1983 werd de club Sloveense kampioen, al had die titel niet zo veel glans, omdat het een van de lagere reeksen was in het voetbal van Joegoslavië.
Na de onafhankelijkheid speelde de club onder de naam Slovan Mavrica Ljubljana drie jaar in de hoogste klasse. Na twee plaatsen in de middenmoot degradeerde de club in 1994. In 1996 fuseerde de club met Slavija Vevče tot ND Slovan-Slavija. Onder de naam Set Vevče speelde de club in 1997-1998 in de hoogste klasse. Na een nieuwe degradatie werd de fusie ongedaan gemaakt en begon Slovan opnieuw in de derde klasse in 1999. De club speelde geruimere tijd in lagere reeksen. 

## Erelijst
Kampioen Slovenië
1965, 1983